# Альмухаметов, Рашит Валиахметович
Рашит Валиахметович Альмухаметов (25 апреля 1934, село Бикбау, Зианчуринский район, БАССР — 4 октября 2022) — педагог-методист. Кандидат педагогических наук (1967), проф. (1988). Заслуженный деятель науки РБ (1994), заслуженный учитель школы БАССР (1980). Ректор Стерлитамакской государственной педагогической академии имени Зайнаб Биишевой (1976—1989), ректор Башкирского института повышения квалификации работников образования (с 1989).

## Биография
Альмухаметов Рашит Валиахметович родился 25 апреля 1934 года в д. Бикбау Зианчуринского района БАССР.
Окончил Стерлитамакский государственный педагогический институт (СГПИ), работал учителем Кузяновской 7-летней школы Макаровского района (1952-54), директором Юмагузинской средней школы Кугарчинского района (1959—1961), в 1961—1976 годах — научный сотрудник, заведующий Башкирским филиалом НИИ национальных школ Академии педагогических наук РСФСР. Ректор СГПИ (1976—1989).
За годы его работы ректором в институте был построен новый учебный корпус на 1300 мест, студенческий Дворец культуры, спорткомплекс, дом для преподавателей. Ректор Башкирского института усовершенствования учителей — БИУУ, преобразованного с 1992 года в Башкирский институт повышения квалификации работников образования — БИПКРО (1989—1996), заведующий кафедрой методики преподавания лингвистических дисциплин Башкирского государственного педагогического университета имени М. Акмуллы (1997—2008). Профессор Альмухаметов Рашит Валиахметович проявил свои организаторские способности, организовав в 1997 г уникальную кафедру методики преподавания лингвистических дисциплин, в структуру которой вошли дисциплины по методикам и блоку русского языка. Кафедра успешно участвовала в реализации концепции развития Башгоспедуниверситета им. М. Акмуллы, факультета башкирской филологии, а также современных требований к подготовке учителей башкирского, русского и иностранных языков для башкирской школы. Впервые была открыта аспирантура по теории и методике обучения русскому и родному языкам. За короткое время было подготовлено и защищено 8 кандидатских диссертаций.

## Труды
Альмухаметов Рашит Валиахметович — автор около 200 научных трудов.
Учебники русского языка для 3-х и 4-х классов тюркоязычных школ РФ, учебников рус. языка 5-11 классов для башкирских и других нерусских школ РБ, методические руководства.

## Награды и звания
- Член-корреспондент Академии педагогических и социальных наук
- Заслуженный деятель науки РБ (1994)
- Заслуженный учитель школы БАССР (1980)
- Отличник просвещения СССР (1976),
- Отличник народного просвещения РСФСР (1967)
- Отличник образования РБ (1994)
- Почётный работник высшего профессионального образования Российской Федерации
- Орден «Знак Почёта» (1981)